# براندان سميث (سياسي)
براندان سميث (بالإنجليزية: Brendan Smith) هو سياسي أيرلندي، ولد في 1 يونيو 1956 في جمهورية أيرلندا. حزبياً، نشط في فيانا فايل.

## مناصب
- في الانتخابات العمومية الإيرلندية 1992 [الإنجليزية]‏، انتخب نائب دييل عن دائرة كافان موناغان [الإنجليزية]‏ وقد انضم خلال فترته النيابية  [لغات أخرى]‏ (14 ديسمبر 1992 – 15 مايو 1997)  للكتلة البرلمانية فيانا فايل.
- في الانتخابات العمومية الإيرلندية 1997 [الإنجليزية]‏، انتخب نائب دييل عن دائرة كافان موناغان [الإنجليزية]‏ وقد انضم خلال فترته النيابية  [لغات أخرى]‏ (26 يونيو 1997 – 25 أبريل 2002)  للكتلة البرلمانية فيانا فايل.
- في الانتخابات العمومية الإيرلندية 2002 [الإنجليزية]‏، انتخب نائب دييل عن دائرة كافان موناغان [الإنجليزية]‏ وقد انضم خلال فترته النيابية  [لغات أخرى]‏ (6 يونيو 2002 – 26 أبريل 2007)  للكتلة البرلمانية فيانا فايل.
- في الانتخابات العمومية الأيرلندية 2007 [الإنجليزية]‏، انتخب نائب دييل عن دائرة كافان موناغان [الإنجليزية]‏ وقد انضم خلال فترته النيابية ‏ (14 يونيو 2007 – 1 فبراير 2011)  للكتلة البرلمانية فيانا فايل.
- في الانتخابات العمومية الأيرلندية 2011 [الإنجليزية]‏، انتخب نائب دييل عن دائرة كافان موناغان [الإنجليزية]‏ وقد انضم خلال فترته النيابية [الإنجليزية]‏ (9 مارس 2011 – 3 فبراير 2016)  للكتلة البرلمانية فيانا فايل.
- في 2016 Irish general election [الإنجليزية]‏، انتخب نائب دييل عن دائرة كافان موناغان [الإنجليزية]‏ وقد انضم خلال فترته النيابية [الإنجليزية]‏ (10 مارس 2016 – )  للكتلة البرلمانية فيانا فايل.
- انتخب وزير دولة لشؤون الناشئة [الإنجليزية]‏ (20 يونيو 2007 – 7 مايو 2008).
- انتخب وزير الزراعة والغذاء والملاحة [الإنجليزية]‏ (7 مايو 2008 – 9 مارس 2011).
- انتخب وزير العدل والمساواة [الإنجليزية]‏ (20 يناير 2011 – 9 مارس 2011).

## وصلات خارجية
- الموقع الرسمي